# Xã Brothersfield, Quận Turner, South Dakota
Xã Brothersfield (tiếng Anh: Brothersfield Township) là một xã thuộc quận Turner, tiểu bang Nam Dakota, Hoa Kỳ. Năm 2010, dân số của xã này là 165 người.